# Junior League Baseball World Series
Die Junior League Baseball World Series sind ein internationales Baseballturnier für Knaben von 13 bis 14 Jahren. Das erste Turnier wurde 1981 durchgeführte. Das Turnier findet seit damals immer im August in Taylor, Michigan statt.
Anfangs spielten nur vier Teams aus den Vereinigten Staaten mit, allmählich kamen immer mehr internationale Mannschaften dazu. Heute spielen zehn Teams um den Titel.

## Qualifikation
Die Qualifikationsturniere zu den Junior League World Series finden meist Anfang Sommer überall auf der Welt statt. Die jeweiligen Modi unterscheiden sich von Region zu Region. Die Regionen Puerto Rico und Mexiko erhalten abwechselnd einen festen Startplatz. In den Jahren ohne direkten Startplatz können Teams aus Puerto Rico und Mexiko trotzdem noch die Region Lateinamerika vertreten.
So setzen sich die Qualifikationsregionen der Vereinigten Staaten zusammen:
- Region Ost
- Region Südost
- Region Südwest
- Region West
- Region Zentral

Auf internationaler Ebene setzen sich die Regionen folgendermaßen zusammen:
- Region Asien-Pazifik
- Region Europa und Afrika
- Region Kanada
- Region Lateinamerika
- Region Mexiko (gerade Jahre)
- Region Puerto Rico (ungerade Jahre)

Im Jahre 2002 spaltete sich die Region Südwest von der Region Süd ab. Diese wurde erst 2009 in Südost umbenannt.

## Spielstätte
Das Turnier wird seit Anfang an im Heritage Park in Taylor (Michigan) ausgetragen. Der Park beheimatet neben den Baseballfeldern auch Fußballplätze, Swimmingpools, historische Gebäude und weitere Möglichkeiten für Freizeitbetätigungen.

## Finalspiele
In den Austragungen kam es zu folgenden Endspielen:
| Jahr | Sieger               | Ergebnis    | Verlierer             |
| ---- | -------------------- | ----------- | --------------------- |
| 1981 | Zentral Boardman     | 4–0         | Süd Richmond          |
| 1982 | Süd Tampa            | 6–1         | Zentral Libertyville  |
| 1983 | Puerto Rico Manatí   | 3–0         | Süd Altamonte Springs |
| 1984 | West Pearl City      | 7–5         | Puerto Rico Yabucoa   |
| 1985 | Süd Tampa            | 10–3        | Ost Salisbury         |
| 1986 | Ost Waldorf          | 4–3         | Zentral Athens County |
| 1987 | West Rowland Heights | 16–4 / 14–3 | Ost Wappinger         |
| 1988 | Mexiko Mexicali      | 11–6        | West Hilo             |
| 1989 | Puerto Rico Manatí   | 2–9 / 9–2   | Süd Toccoa            |
| 1990 | Puerto Rico Yabucoa  | 6–4         | Süd San Antonio       |

| Jahr | Sieger             | Ergebnis  | Verlierer          |
| ---- | ------------------ | --------- | ------------------ |
| 1991 | Süd Spring         | –         | West Henderson     |
| 1992 | West Tucson        | 8–1 / 5–4 | West Lake Charles  |
| 1993 | Puerto Rico Cayey  | 9–1       | Mexiko Reynosa     |
| 1994 | West Thousand Oaks | 20–3      | Zentral Hamilton   |
| 1995 | Süd Lake Charles   | 3–4 / 8–2 | West Northridge    |
| 1996 | Süd Spring         | 7–5       | West Aiea          |
| 1997 | Ost Salem          | 4–1       | West Mission Viejo |
| 1998 | West Mission Viejo | 6–2 / 9–6 | Süd Waco           |
| 1999 | Puerto Rico Arroyo | 1–0       | Mexiko Hermosillo  |
| 2000 | West ʻAiea         | 2–1       | Kanada Langley     |

| Jahr | Sieger                     | Ergebnis | Verlierer                          |
| ---- | -------------------------- | -------- | ---------------------------------- |
| 2001 | West ʻAiea                 | 6–5      | Lateinamerika San Francisco        |
| 2002 | Süd Cartersville           | 3–2      | Lateinamerika David                |
| 2003 | West La Mirada             | 8–7      | Lateinamerika Santiago de Veraguas |
| 2004 | Süd Tampa                  | 5–2      | Lateinamerika Punto Fijo           |
| 2005 | Lateinamerika Panama-Stadt | 3–0      | Süd Tarpon Springs                 |
| 2006 | Südwest El Campo           | 2–1      | Mexiko Guaymas                     |
| 2007 | West Pearl City            | 6–2      | Asien-Pazifik Makati               |
| 2008 | Lateinamerika Willemstad   | 5–2      | West Hilo                          |
| 2009 | West Scottsdale            | 9–1      | Lateinamerika Oranjestad           |
| 2010 | Asien-Pazifik Taipeh       | 9–1      | Südwest Tyler                      |

| Jahr | Sieger                 | Ergebnis | Verlierer                |
| ---- | ---------------------- | -------- | ------------------------ |
| 2011 | Südost Tampa           | 2–1      | Asien-Pazifik Taoyuan    |
| 2012 | Südost Rockledge       | 12–10    | Lateinamerika Oranjestad |
| 2013 | Asien-Pazifik Taoyuan  | 11–2     | West Rio Rico            |
| 2014 | Asien-Pazifik Taichung | 9–1      | Südwest Eagle Pass       |
| 2015 | Asien-Pazifik Taichung | 12–0     | Südost Winchester        |
| 2016 | Asien-Pazifik Taoyuan  | 9–1      | West Kapaa               |
| 2017 | Asien-Pazifik Taoyuan  | 12–1     | Ost Kennett Square       |

## Meisterschaften nach Staat
| Mannschaft        | Anzahl Meisterschaften | Zuletzt gewonnen |
| ----------------- | ---------------------- | ---------------- |
| Chinesisch Taipeh | 6                      | 2017             |
| Puerto Rico       | 5                      | 1999             |
| Florida           | 5                      | 2012             |
| Kalifornien       | 4                      | 2003             |
| Hawaii            | 4                      | 2007             |
| Texas             | 3                      | 2006             |
| Arizona           | 2                      | 2009             |
| Ohio              | 1                      | 1981             |
| Maryland          | 1                      | 1986             |
| Mexiko            | 1                      | 1988             |
| Louisiana         | 1                      | 1995             |
| New Hampshire     | 1                      | 1997             |
| Georgia           | 1                      | 2002             |
| Panama            | 1                      | 2005             |
| / Curaçao         | 1                      | 2008             |